# Józef syn Ellemosa
Józef syn Ellemosa (hebr. Josef ben Ellem) (I w. p.n.e.) – arcykapłan w 4 p.n.e.
Został mianowany arcykapłanem w czasie obchodów święta Paschy. Aktualny arcykapłan Mattias syn Teofila pod wpływem pewnego snu zrezygnował na jeden dzień z pełnienia swej funkcji. Po zakończeniu obchodów Józef syn Ellemosa zrezygnował z godności. 